# Флорешть (Бістріца-Несеуд)
Флорешть, Флорешті (рум. Florești) — село у повіті Бистриця-Несеуд в Румунії. Входить до складу комуни Німіджа.
Село розташоване на відстані 341 км на північний захід від Бухареста, 20 км на північний захід від Бистриці, 72 км на північний схід від Клуж-Напоки.

## Населення
За даними перепису населення 2002 року у селі проживала 481 особа.
Національний склад населення села:
| Національність | Кількість осіб | Відсоток |
| -------------- | -------------- | -------- |
| румуни         | 316            | 65,7%    |
| цигани         | 163            | 33,9%    |

Рідною мовою назвали:
| Мова      | Кількість осіб | Відсоток |
| --------- | -------------- | -------- |
| румунська | 422            | 87,7%    |
| циганська | 59             | 12,3%    |